# Sulina

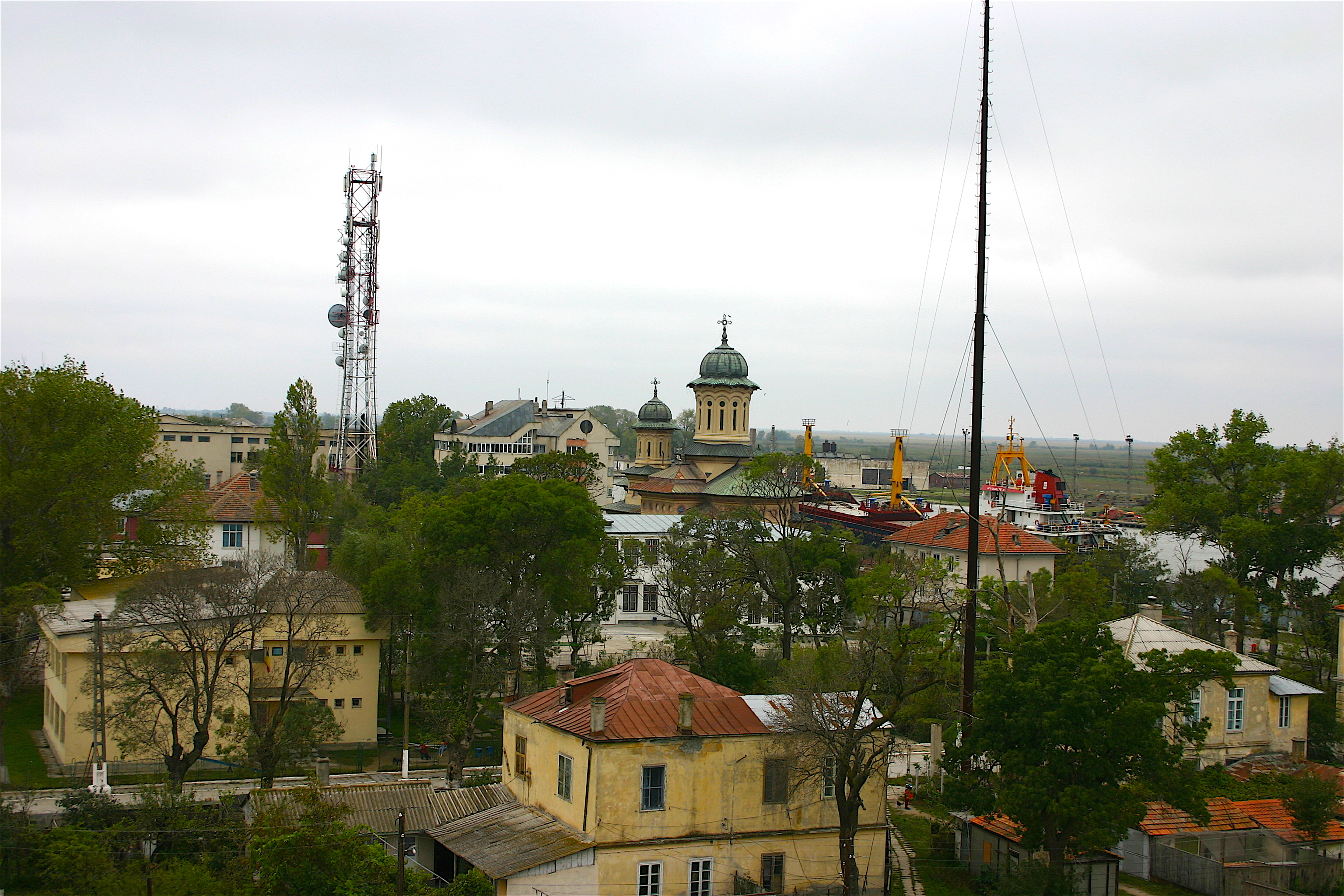
Centrala Sulina.

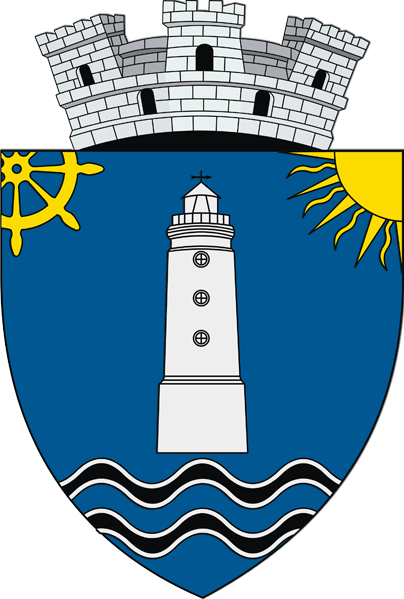
Stadsvapen.

Sulina är en stad med frihamn i länet (județet) Tulcea i östra Rumänien som är belägen vid Svarta havets kust, nära gränsen till Ukraina. Staden ligger vid Sulina-armen, en av Donaus mynningsarmar, och hade 3 118 invånare vid folkräkningen 2021.
Sulina utgör Rumäniens östligaste punkt.